# Estación fluvial de pasajeros Domingo Faustino Sarmiento

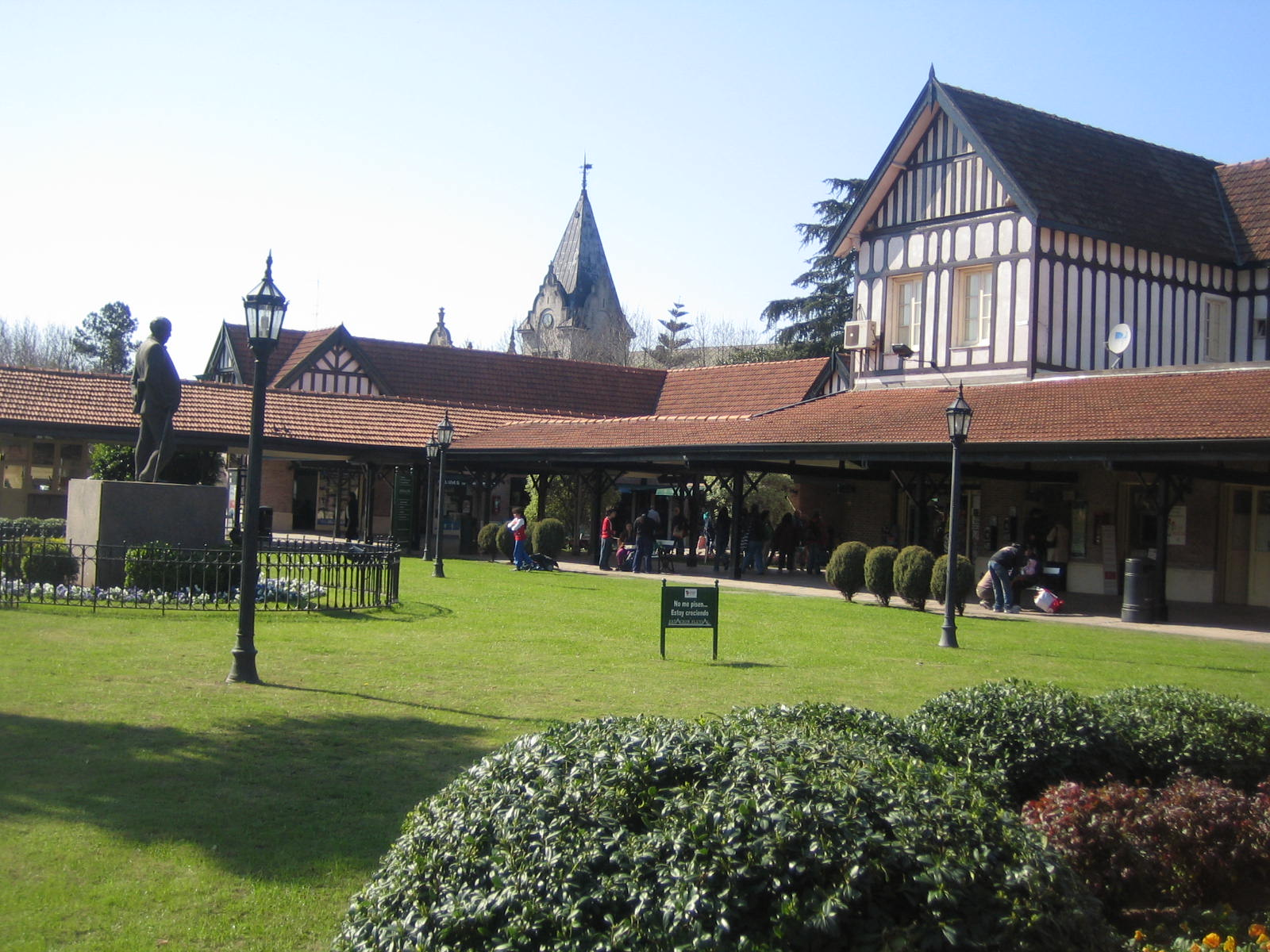
Vista de los jardines de la estación.

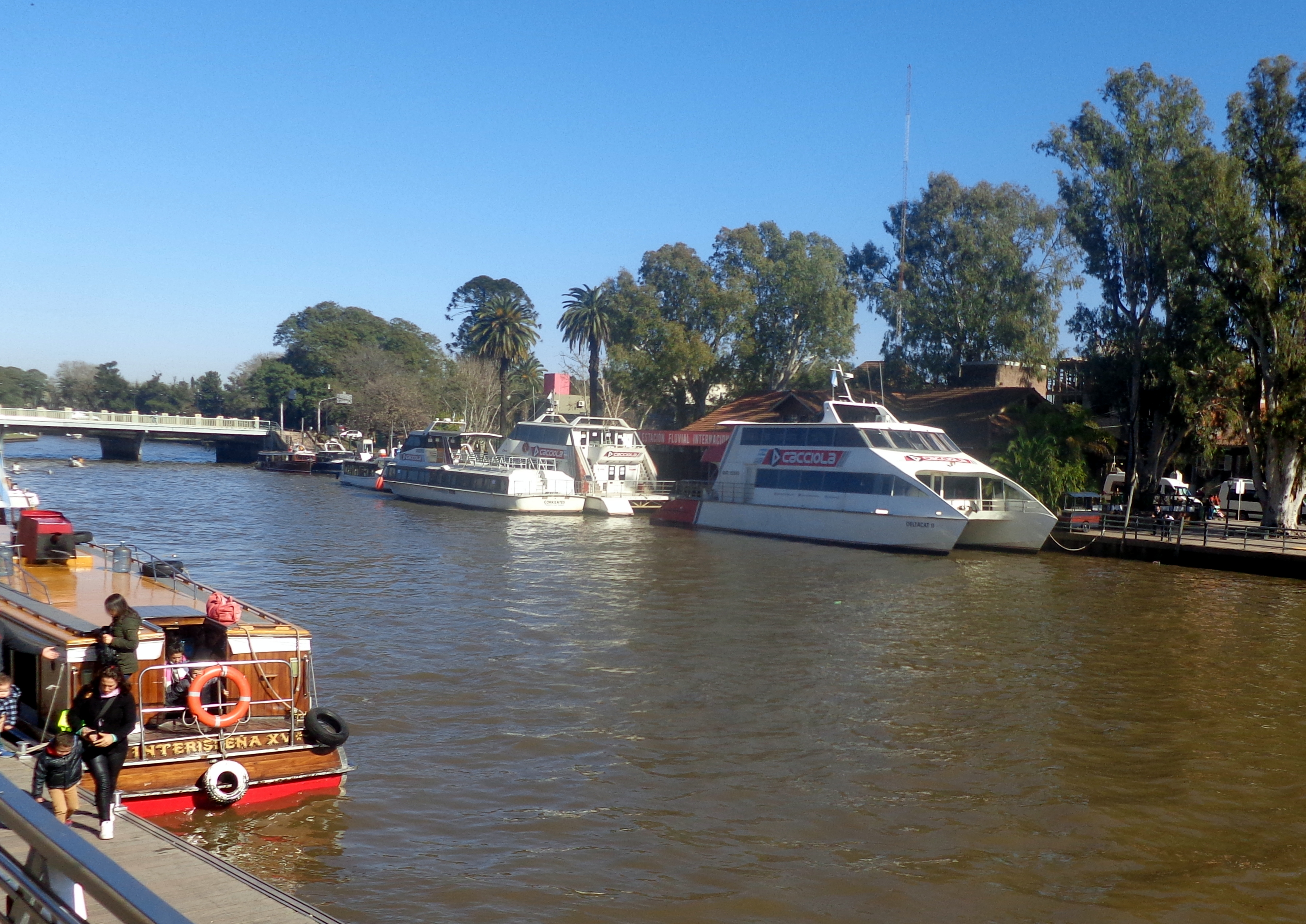
Estación fluvial de pasajeros «Domingo Faustino Sarmiento».

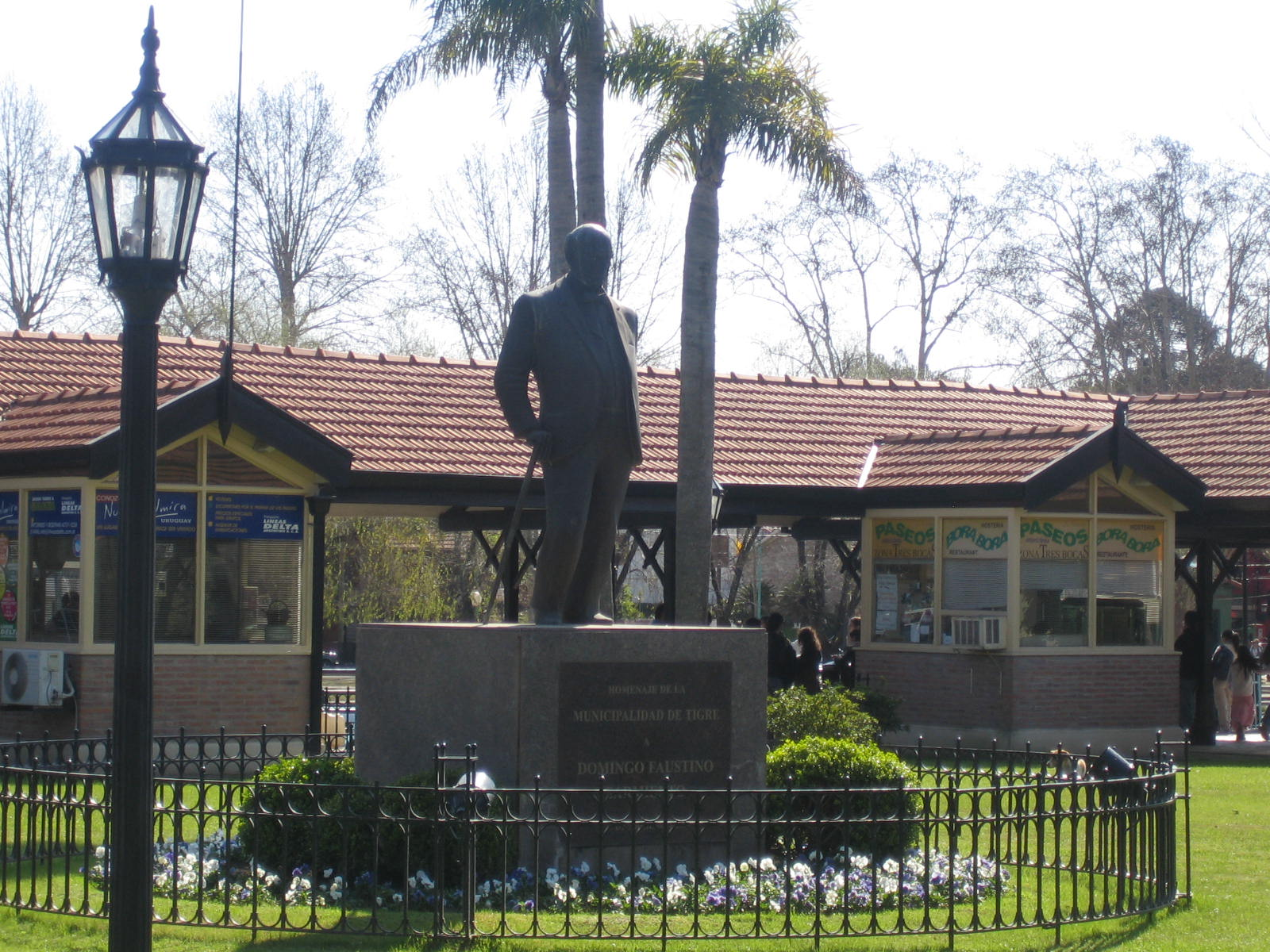
Monumento a Domingo Sarmiento, gran promotor de la zona.

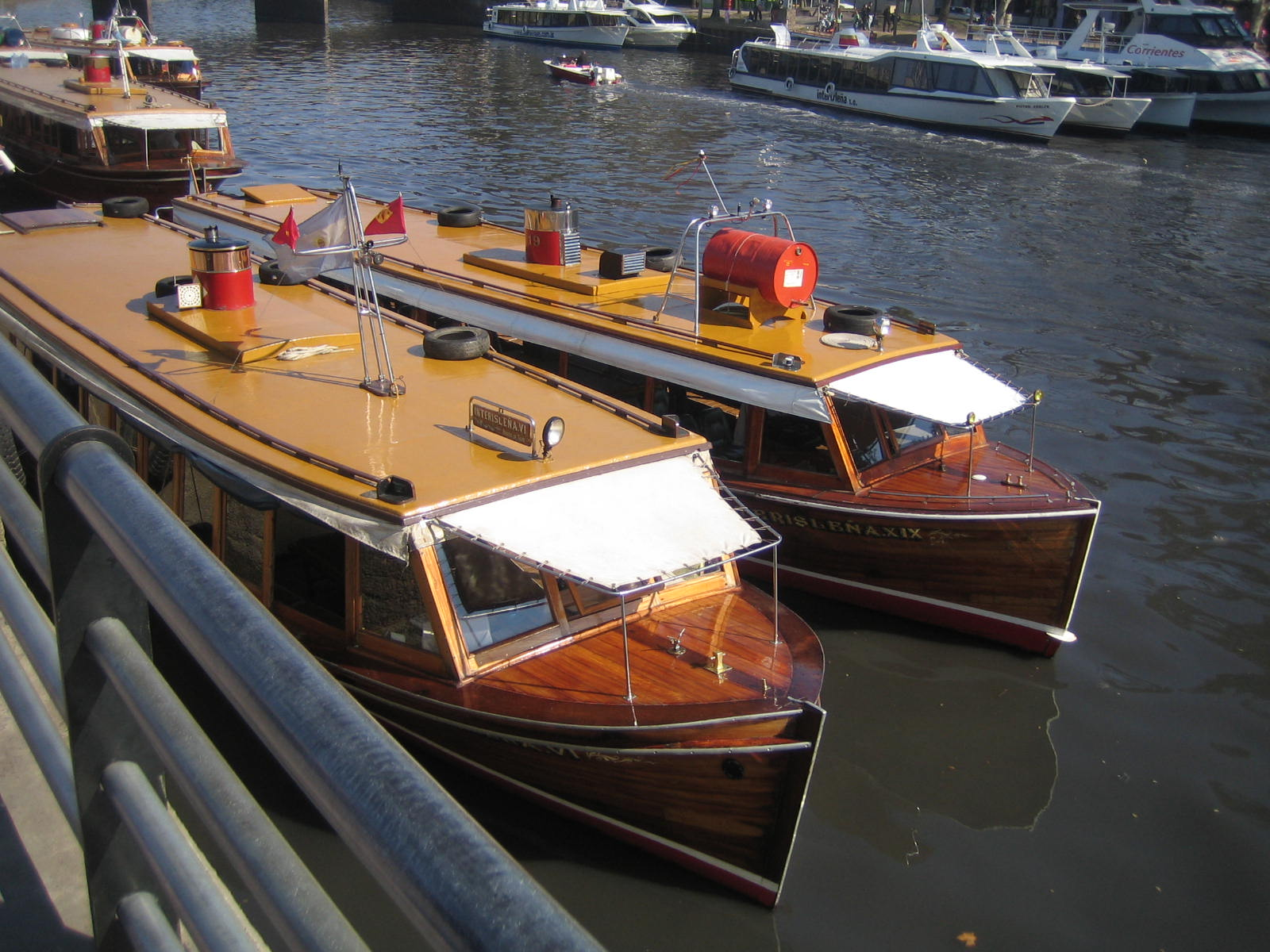
Lanchas colectivas estacionadas en la Estación fluvial de pasajeros «Domingo Faustino Sarmiento».

La Estación fluvial de pasajeros «Domingo Faustino Sarmiento» es una estación terminal de embarcaciones ubicado sobre el Río Tigre en la ciudad de Tigre en el partido homónimo, en la Provincia de Buenos Aires.
La estación es propiedad del Municipio de Tigre, quien a su vez la administra ya que su explotación no ha sido concesionada, homenajea a Domingo Faustino Sarmiento, expresidente argentino y gran promotor del Tigre como zona de turismo y recreación.

## Ubicación
La Estación se encuentra en la Avenida Mitre 305 en la ciudad de Tigre, la cual se encuentra a 30 km de la ciudad de Buenos Aires. La estación se encuentra al costado del Río Tigre.
La estación fluvial se encuentra muy cercana a dos estaciones de ferrocarriles:
- Estación Delta (del Tren de la Costa)
- Estación Tigre (de la línea Ferrocarril General Bartolomé Mitre)

## Historia
La estación fluvial se encuentra físicamente en el espacio que ocupaba la estación de trenes del Tigre, actualmente esta estación se encuentra a unos 200 metros de esta.

## Empresas de transporte fluvial
La Estación es una terminal de varias empresas de transporte de lanchas colectivas que realizan distintos recorridos dentro del Delta del Río Paraná, siendo dicha estación la terminal en Tigre. La función de estas empresas es muy importante para la zona ya que brindan transporte de los habitantes de las islas del delta del Paraná, así como promocionan la zona ya que trasladan a lugares casi inaccesibles a turistas y visitantes (tanto locales como extranjeros).
Existen 4 empresas de transporte de lanchas colectivas:
- La Interisleña
- Jilguero
- Líneas Delta Argentino
- El León

Además de estas empresas, existen otras empresas que poseen catamaranes destinados básicamente al turismo, y otra que ofrece un servicio diario a la Ciudad de Buenos Aires por el Río de la Plata.

## Zona turística
La Estación fluvial de pasajeros «Domingo Faustino Sarmiento» se encuentra en plena zona turística, cercana a la estación se encuentran:
- Parque de la Costa: Parque de juegos temático.
- Clubes del Delta del Paraná: 15 clubes de canotaje con mucha historia (además desarrollan otros deportes).
- Puerto y mercado de frutos: Tradicional mercado de frutos y mercado de productos regionales, muebles de mimbre y una variada oferta culinaria y de decoración.
- 2 estaciones de ferrocarril: Estación Delta y Estación Tigre
- Casino Trilenium: Casino ubicado al costado del Parque de la Costa, con gran afluencia de turistas